# 天主教馬拉卡勒教區
天主教馬拉卡勒教區（拉丁語：Dioecesis Malakalensis）是羅馬天主教會以南蘇丹共和國馬拉卡勒為中心的一個教區，屬朱巴總教區。
教區位於該國東南部的上尼羅省、瓦達省和瓊萊省。2004年有77,824名教友，九個堂區、十六名司鐸。現任教區主教為斯德望·恩約多·阿多爾-馬奇沃克。
1933年1月10日自喀土穆代牧區分出成為科多克自治傳教區，1938年8月4日升為監牧區，1949年7月14日易名。1974年12月12日升格為教區。